# Ganga Zona
Ganga Zona teria sido um dos três filhos de Aqualtune, tendo vivido em Palmares juntamente com seus irmãos Sabina e Ganga Zumba. Contudo, é possível que Ganga Zona fosse irmão de Ganga Zumba apenas num sentido simbólico, pois Ganga Zumba tratava os chefes de quilombos por "irmãos", e Ganga Zona era chefe do mocambo de Subupira.